# Локалита Молин Нуово (Удине)
Локалита Молин Нуово је насеље у Италији у округу Удине, региону Фурланија-Јулијска крајина.
Према процени из 2011. у насељу је живело 18 становника. Насеље се налази на надморској висини од 128 м.